# 札幌村
札幌村（日语：／ Sapporo mura */?）是過去位於北海道札幌支廳北部的一個村落，已於1955年3月1日併入札幌市，過去的轄區相當於現在的札幌市東區的範圍。

## 歷史
- 1902年4月1日：札幌村、雁來村、苗穗村、丘珠村合併為札幌村，並成為北海道二級村。[1]
- 1910年4月1日：部分轄區被併入札幌市。
- 1923年4月1日：札幌村成為北海道一級村。
- 1934年4月1日：部分轄區被併入札幌市。
- 1950年4月1日：部分轄區被併入札幌市。
- 1955年3月1日：琴似町、札幌村、篠路村被併入札幌市。

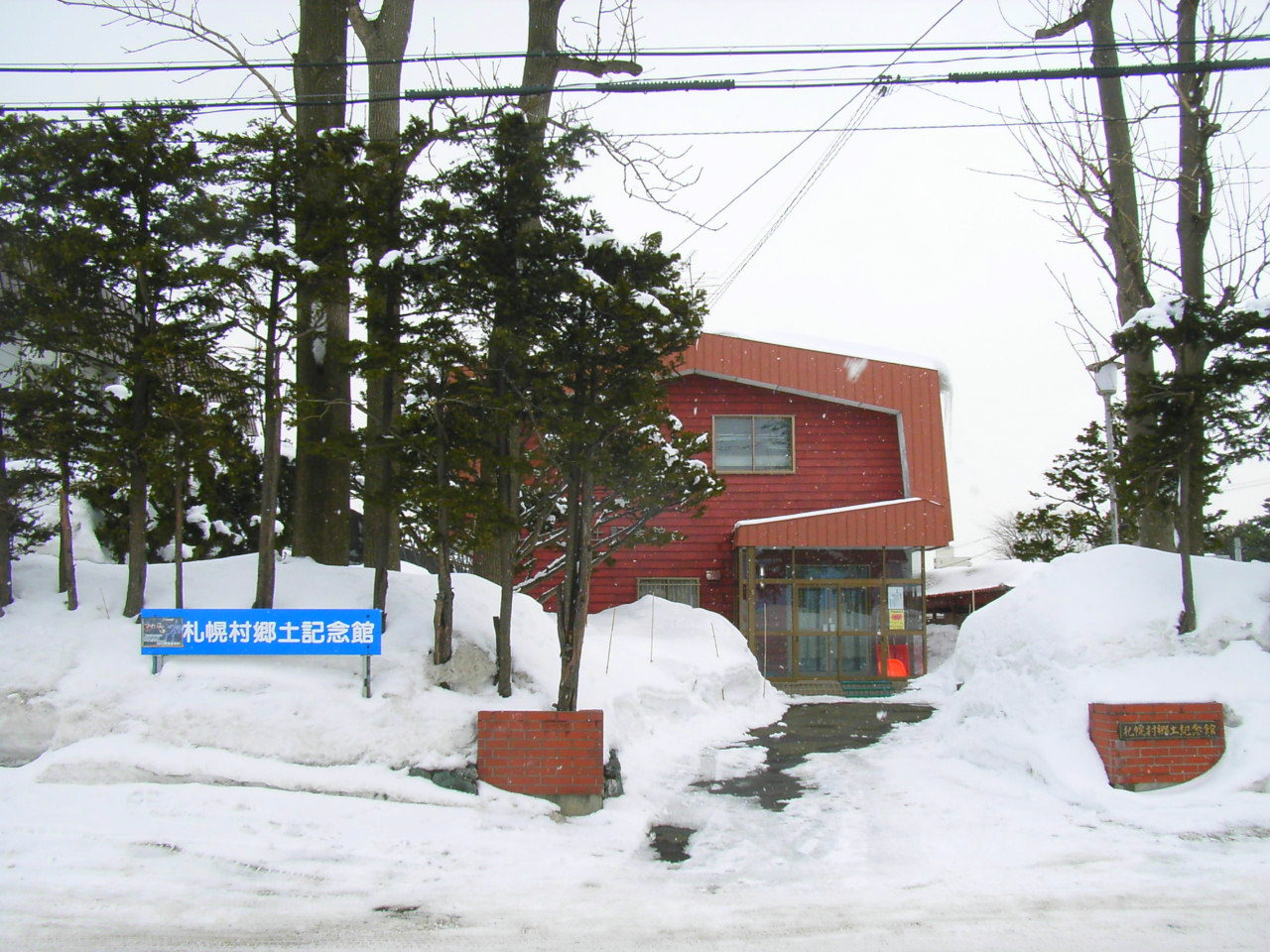
舊札幌村公所所在地，現已重建作為札幌村鄉土紀念館